# 藍玉

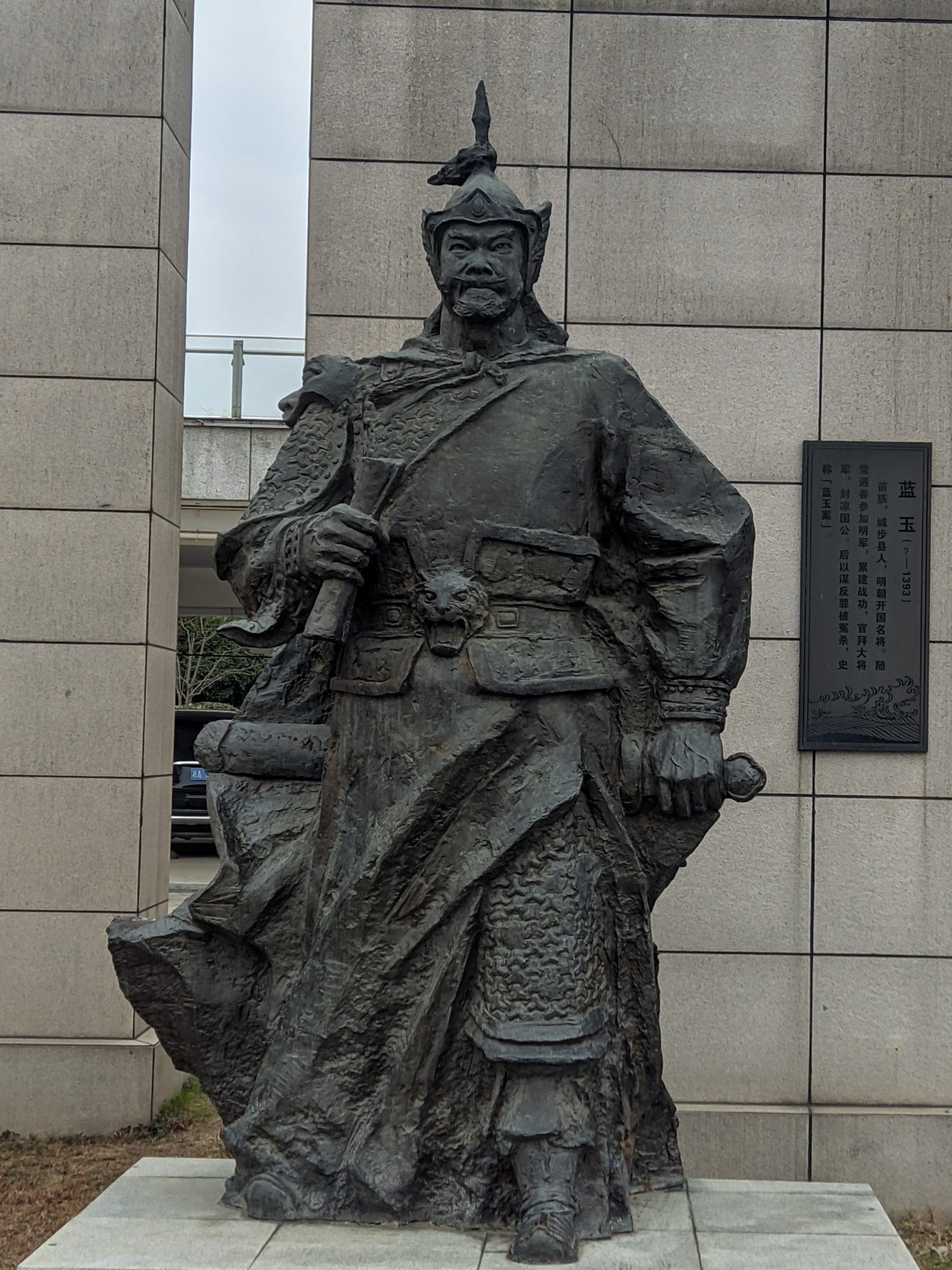
蓝玉像

藍玉（？—1393年），南直隶定遠（今属安徽）人，明初将領。与胡惟庸同乡，常遇春妻弟。洪武十二年秋封永昌侯，二十年拜征虜大將軍。二十一年拜大將軍、涼國公。後遭疑被明太祖處決，株連一萬五千人，是為明初之「藍玉案」。

## 生平
藍玉早年隸屬於常遇春的麾下，因「臨戰勇敢，所向多捷」，所以常遇春數次在朱元璋面前稱讚藍玉，後來自「管軍鎮撫」積功升為「大都督府僉事」。
洪武四年（1371年），藍玉跟從傅友德進攻四川，克绵州；洪武五年（1372年）跟從大將軍徐達征討北元，败北元军于土拉河。洪武十一年（1378年）再從沐英收服吐番。由於屢立戰功，洪武十二年（1379年）藍玉獲封永昌侯。
洪武十四年（1381年），藍玉以征南左副將軍的身分跟隨傅友德進攻雲南。洪武二十年（1387年），北元納哈出屢進遼東，朱元璋命藍玉為右副將軍，潁國公傅友德為左副將軍，跟隨征虜大將軍馮勝領軍二十萬北征。納哈出不敵，降明。藍玉等暫時移屯薊州以待其變。因冯胜获罪，代为大将军。
洪武二十一年（1388年）三月，朱元璋拜藍玉為大將軍，統率十五萬兵馬征伐北元脫古思帖木兒。該年四月明軍抵捕魚兒海（今內蒙古呼倫貝爾市貝爾湖），大破北元主力部隊，获其次子地保奴、妃、公主以下百余人，男女七万七千余人，并宝玺、符敕金牌、金银印诸物，马驼牛羊十五万余。脫古思帖木兒投奔蒙古舊都和林，继破哈剌章，至此，北元一蹶不振。捷報傳至京城應天府，舉國歡呼，朱元璋在大喜之下，本來打算封藍玉為梁國公，后因為聽到藍玉有逼姦元妃的劣迹，改梁為「涼」。然而朱元璋仍然在其諭中，讚譽藍玉可比漢之衛青、唐之李靖。
洪武二十三年（1390年），平施南、忠建二宣抚司诸蛮、都匀安抚司散毛诸洞。洪武二十四年（1392年）元降将、建昌指挥使月鲁帖木儿在建昌起兵，蓝玉奉命统兰州、庄浪等七卫兵，略西番罕东之地，擒月鲁帖木儿父子，封太子太傅。
但是明朝修明實錄記爵封國公的藍玉自恃有大功，行為開始暴戾，很多作為皆觸犯明朝的律法，擅权横暴，侵占民田，此外他又在皇帝面前有損人臣之禮，令朱元璋心中對藍玉越發感到不滿。
當太子朱標還健在時，藍玉因為是朱標的姻親，經常友好往來。有一次，藍玉自蒙古班師回朝，告知太子說：「臣觀燕王在國，舉動行止，與皇帝無異。又聞望氣者言，燕有天子氣，願殿下先事預防，審慎一二！」朱標回答藍玉：「燕王事我甚恭，決無是事。」藍玉向朱標解釋：「臣蒙殿下優待，所以密陳利害，但願臣言不驗，不願臣言幸中。」朱標沒再說甚麼。不過此事後來為燕王朱棣所知悉，到了洪武二十五年四月朱標薨逝後，燕王入朝上奏朱元璋說：「在朝公侯，縱恣不法，將來恐尾大不掉，應妥為處置」，暗批藍玉等虎將立於朝廷，要趁早抑制，否則將來難治。但是藍玉等將領依舊桀驁不馴，完全不察覺朱標的逝世已使政情丕變，因為多疑的朱元璋這時已有再大獄功臣的準備了。但是洪武二十五年九月朱元璋冊立非太子妃（藍玉外甥女常氏）所生之庶長孫朱允炆為皇太孫時，仍命藍玉兼太孫太傅以示隆寵。
洪武二十六年（1393年）二月，錦衣衛指揮使蔣瓛指控藍玉謀反，準備在明太祖躬耕籍田時發難，朱元璋立刻在初八日以「謀反罪」處死藍玉，抄其家產，夷三族，此案朱元璋殺一萬五千人，包括一公爵、十三侯爵、二伯爵，史稱「藍玉案」。有藍景昌者，畫像甚偉，賜與齊王為奴。齊王府藍姓家人乃景昌之後。
未久潁國公傅友德、定遠侯王弼、宋國公馮勝等亦在一兩年内相继自盡或被殺。《國榷》洪武二十六年三月庚申條寫：“會寧侯張溫、都督蕭用等以党誅。”至此，明初開國功臣幾被殺盡，僅存湯和、耿炳文等人。朱元璋最後說：“除已犯已拿在官者不赦外，其已犯未拿及未犯者，亦不分藍黨、胡黨，一概赦宥之。”“蓝玉”案也波及蓝玉故里城步扶城，当地蓝姓居民害怕祸及己身，便将蓝姓改为秦姓，而蓝玉定居地安徽定远之蓝姓则全部改姓青氏。崇禎十七年（1644年）張獻忠攻入蜀王府，曾於蜀王府王城端禮門樓上看見被剝皮楦草的藍玉屍身。

## 家庭

### 兄弟姊妹
- 姊蓝氏，嫁常遇春

### 子女
- 蓝贵女，嫁蜀王朱椿,被杀或赐自杀

## 影视形象
在中國大陸製播的《朱元璋》和《传奇皇帝朱元璋》二部歷史連續劇之中，朱元璋與張士誠激戰過後不到兩年，陳友諒發動大軍六十萬欲攻擊洪都，洪都告急，朱元璋遣藍玉率領四萬兵士和兩萬民兵前去防守，並向藍玉說｢堅守百日自有大軍援救｣，而藍玉不負所望，除原先的軍士外，和洪都的城防兵兩萬餘與陳友諒部相持百餘日，幾乎全軍覆沒，但仍殲敵數萬。在洪都城即將被陳友諒大軍攻破時，朱元璋的三十萬大軍終於趕到，徐達、傅友德等率軍衝鋒，夾擊陳友諒的漢軍。最終陳友諒軍被殲滅近十五萬慘敗而退，是役是為｢洪都之戰｣。藍玉因此獲得爵位，然而最終因「藍玉案」而被抄家滅族。實際上洪都之戰的守將為朱文正、鄧愈、趙德勝並非藍玉，藍玉當時隨常遇春援救安豐克呂珍，圍攻廬州，後於彭蠡的康郎山方遭遇陳友諒部。